# Smučarski skoki v sezoni 1963/64
Smučarski skoki v sezoni 1963/64. To je pregled najpomembnejših tekem v smučarskih skokih v sezoni 1963/64. Tekme niso bile povezane v svetovni pokal, ki ga je ustanovila Mednarodna smučarska organizacija s sezono 1979/80.

## Tekme

### Razred A
| Datum                                                                       | Prizorišče             | Skakalnica                   | Opomba                          | Zmagovalec        | Drugi               | Tretji                                  | Vir           |
| --------------------------------------------------------------------------- | ---------------------- | ---------------------------- | ------------------------------- | ----------------- | ------------------- | --------------------------------------- | ------------- |
| 29. december 1963                                                           | Oberstdorf             | Schattenbergschanze          | Turneja štirih skakalnic        | Torbjørn Yggeseth | Antero Immonen      | Pjotr Kovalenko                         | [ 1 ] [ 2 ]   |
| 1. januar 1964                                                              | Garmisch-Partenkirchen | Große Olympiaschanze         | Turneja štirih skakalnic        | Veikko Kankkonen  | Niilo Halonen       | Józef Przybyła                          | [ 3 ] [ 4 ]   |
| 5. januar 1964                                                              | Innsbruck              | Bergiselschanze K81          | Turneja štirih skakalnic        | Veikko Kankkonen  | Aleksander Ivanikov | Józef Przybyła                          | [ 5 ] [ 6 ]   |
| 6. januar 1964                                                              | Bischofshofen          | Paul-Außerleitner-Schanze    | Turneja štirih skakalnic        | Baldur Preiml     | Veikko Kankkonen    | Torbjørn Yggeseth Helmut Recknagel      | [ 5 ] [ 7 ]   |
|                                                                             | Skupno:                | Skupno:                      | Turneja štirih skakalnic        | Veikko Kankkonen  | Torbjørn Yggeseth   | Baldur Preiml                           | [ 5 ] [ 7 ]   |
| 31. januar - 9. februar 1964: Zimske olimpijske igre v Innsbrucku, Avstrija |                        |                              |                                 |                   |                     |                                         |               |
| 14.–16. februar 1964                                                        | Oberstdorf             | Heini-Klopfer-Skiflugschanze | Teden smučarskih poletov        | Kjell Sjöberg     | Paavo Lukkariniemi  | Giacomo Aimoni Max Golser Nilo Zandanel | [ 8 ] [ 9 ]   |
| 8. marec 1964                                                               | Lahti                  | Intiaanikukkula              | Smučarske igre Lahti            | Veikko Kankkonen  | Torgeir Brandtzæg   | Niilo Halonen                           | [ 10 ] [ 11 ] |
| 15. marec 1964                                                              | Oslo                   | Holmenkollbakken             | Smučarski festival Holmenkollen | Veikko Kankkonen  | Toralf Engan        | Bjørn Wirkola                           | [ 12 ] [ 13 ] |

### Ostale tekme
| Datum             | Prizorišče             | Skakalnica               | Opomba                        | Zmagovalec         | Drugi              | Tretji              | Vir           |
| ----------------- | ---------------------- | ------------------------ | ----------------------------- | ------------------ | ------------------ | ------------------- | ------------- |
| 26. december 1963 | St. Moritz             | Olympiaschanze           | Božična tekma                 | Giacomo Aimoni     | Heribert Schmid    | Ueli Scheidegger    | [ 14 ] [ 15 ] |
| 9. januar 1964    | Ljubljana              | Skakalnica na Galetovem  | Memorial Branka Bozička       | Peter Eržen        | Ludvik Zajc        | Peter Müller        | [ 16 ] [ 17 ] |
| 11. januar 1964   | Semmering              | Liechtensteinschanze     | Serija Kupus                  | Otto Leodolter     | Zbyněk Hubač       | Willi Egger         | [ 18 ] [ 19 ] |
| 19. januar 1964   | Le Brassus             | La Chirurgienne          |                               | John Balfanz       | Heribert Schmid    | Nikolaj Kiseljov    | [ 20 ] [ 21 ] |
| 19. januar 1964   | Cortina d’Ampezzo      | Trampolino Italia K72    |                               | Josef Matouš       | Dalibor Motejlek   | Jiří Raška          | [ 22 ] [ 23 ] |
| 11. februar 1964  | Berchtesgaden          | Kälbersteinschanze       |                               | Helmut Kurz        | Wolfgang Happle    | Helmut Wegscheider  | [ 24 ] [ 25 ] |
| 12. februar 1964  | Garmisch-Partenkirchen | Mittlere Olympiaschanze  | Serija Kupus                  | John Balfanz       | Giacomo Aimoni     | Dalibor Motejlek    | [ 26 ] [ 25 ] |
| 14. februar 1964  | Wisła                  | Malinka                  | Turneja Beskiden              | Józef Przybyła     | Jiří Raška         | Erkki Pukka         | [ 27 ] [ 28 ] |
| 16. februar 1964  | Szczyrk                | Skalite                  | Turneja Beskiden              | Józef Przybyła     | Jiří Raška         | Erwin Fiedor        | [ 29 ] [ 30 ] |
|                   | Skupno:                | Skupno:                  | Turneja Beskiden              | Józef Przybyła     | Jiří Raška         | Alfred Lesser       | [ 31 ]        |
| 16. februar 1964  | La Bresse              | Tremplin Lispach         |                               | Reinhold Bachler   | Gilbert Poirot     | Alain Macle         | [ 32 ]        |
| 16. februar 1964  | Westby                 | Snowflake                |                               | Jacques Charland   | Matz Jenssen       | John Ryan           | [ 33 ] [ 34 ] |
| 28. februar 1964  | Harrachov              | Čerťák                   |                               | Josef Matouš       | Dalibor Motejlek   | Zbyněk Hubač        | [ 35 ]        |
| 29. februar 1964  | Iron Mountain          | Pine Mountain Jump NS    |                               | Nilo Zandanel      | Frithjof Prydz     | Butch Wedin         | [ 36 ] [ 37 ] |
| 1. marec 1964     | Iron Mountain          | Pine Mountain Jump GS    |                               | Gene Kotlarek      | Nilo Zandanel      | Butch Wedin         | [ 38 ] [ 39 ] |
| 29. februar 1964  | Bærum                  | Skuibakken               | Norveška turneja              | Toralf Engan       | Torgeir Brandtzæg  | Hans Olav Sørensen  | [ 40 ] [ 41 ] |
| 1. marec 1964     | Drammen                | Drafnkollen              | Norveška turneja              | Torgeir Brandtzæg  | Toralf Engan       | Kjell Sjöberg       | [ 42 ] [ 43 ] |
|                   | Skupno:                | Skupno:                  | Norveška turneja              | Torgeir Brandtzæg  | Toralf Engan       | Kjell Sjöberg       | [ 42 ] [ 31 ] |
| 1. marec 1964     | Kuopio                 | Puijo                    | Zimske igre Puijo             | Veikko Kankkonen   | Pauli Ukkonen      | Antero Immonen      | [ 44 ] [ 45 ] |
| 7. marec 1964     | Reit im Winkl          | Franz-Haslberger-Schanze | Haslberger-Gedächtnisspringen | Gilbert Poirot     | Helmut Wegscheider | Max Bolkart         | [ 46 ] [ 47 ] |
| 7. marec 1964     | Vikersund              | Vikersundbakken          |                               | Toralf Engan       | Bjørn Wirkola      | Christoffer Selbekk | [ 48 ] [ 49 ] |
| 8. marec 1964     | Ruhpolding             | Große Zirmbergschanze    | Pokal Kongsberg               | Nilo Zandanel      | Helmut Wegscheider | Giacomo Aimoni      | [ 50 ] [ 51 ] |
| 9. marec 1964     | Kouvola                | Palomäen Hyppyrimäki     |                               | Veikko Kankkonen   | Josef Matouš       | Peter Lesser        | [ 52 ] [ 31 ] |
| 10. marec 1964    | Lappeenranta           | Huhtiniemen Hyppyrimäki  |                               | Veikko Kankkonen   | Josef Matouš       | Niilo Halonen       | [ 53 ] [ 31 ] |
| 16. marec 1964    | Planica                | Srednja Bloudkova K80    | Serija Kupus                  | Helmut Wegscheider | Alfred Lesser      | Peter Müller        | [ 54 ] [ 55 ] |
| 21. marec 1964    | Zakopane               | Wielka Krokiew           | Memorial Czech-Marusarzówna   | Józef Przybyła     | Ryszard Witke      | Baldur Preiml       | [ 56 ] [ 57 ] |
| 22. marec 1964    | Zakopane               | Wielka Krokiew           | Memorial Czech-Marusarzówna   | Ryszard Witke      | Baldur Preiml      | Josef Matouš        | [ 58 ] [ 59 ] |
| 21. marec 1964    | Mo i Rana              | Fageråsbakken NS         |                               | Johan Flytør       | Kjell Sjöberg      | Per Bjørnstad       | [ 60 ] [ 61 ] |
| 22. marec 1964    | Mo i Rana              | Fageråsbakken GS         |                               | Toralf Engan       | Torgeir Brandtzæg  | Kjell Sjöberg       | [ 62 ] [ 63 ] |
| 22. marec 1964    | Rovaniemi              | Ounasvaara               |                               | Veikko Kankkonen   | Antero Immonen     | Dieter Neuendorf    | [ 64 ] [ 65 ] |
| 22. marec 1964    | Feldberg               | Schanze im Fahler Loch   |                               | Helmut Wegscheider | Franz Keller       | Bruno De Zordo      | [ 66 ] [ 31 ] |
| 30. marec 1964    | Sysslebäck             | Sysslebäcksbacken        |                               | Halvor Næs         | Josef Matouš       | Antero Immonen      | [ 67 ] [ 31 ] |
| 30. marec 1964    | Oberwiesenthal         | Fichtelbergschanze       | Pokal svobodnega tiska        | Karl-Heinz Munk    | Dieter Bokeloh     | Dieter Neuendorf    | [ 68 ] [ 69 ] |
| 30. marec 1964    | Kuusamo                | Rukatunturi              |                               | Torgeir Brandtzæg  | Veikko Kankkonen   | Niilo Halonen       | [ 70 ] [ 71 ] |
| 5. April 1964     | Kiruna                 | Malmstabacken            | Švedske smučarske igre        | Torgeir Brandtzæg  | Josef Matouš       | Kjell Sjöberg       | [ 72 ] [ 73 ] |

## Novi rekordi skakalnic
| Prizorišče    | Skakalnica                   | Skakalec           | Dolžina | Datum             | Vir           |
| ------------- | ---------------------------- | ------------------ | ------- | ----------------- | ------------- |
| St. Moritz    | Olympiaschanze               | Giacomo Aimoni     | 074,0 m | 26. december 1963 | [ 15 ]        |
| St. Moritz    | Olympiaschanze               | Giacomo Aimoni     | 075,0 m | 26. december 1963 | [ 15 ]        |
| Innsbruck     | Bergiselschanze              | Józef Przybyła     | 095,5 m | 5. januar 1964    | [ 5 ] [ 6 ]   |
| Bischofshofen | Paul-Außerleitner-Schanze    | Józef Przybyła     | 100,0 m | 6. januar 1964    | [ 5 ] [ 7 ]   |
| Ljubljana     | Skakalnica na Galetovem      | Ludvik Zajc        | 069,0 m | 9. januar 1964    | [ 74 ]        |
| Semmering     | Liechtensteinschanze         | Zbyněk Hubač       | 072,5 m | 11. januar 1964   | [ 75 ]        |
| Semmering     | Liechtensteinschanze         | Zbyněk Hubač       | 073,5 m | 11. januar 1964   | [ 75 ]        |
| Seefeld       | Toni-Seelos-Olympiaschanze   | Josef Matouš       | 080,5 m | 31. januar 1964   | [ 76 ]        |
| Oberstdorf    | Heini-Klopfer-Skiflugschanze | Kjell Sjöberg      | 141,0 m | 14. februar 1964  | [ 77 ] [ 78 ] |
| Oberstdorf    | Heini-Klopfer-Skiflugschanze | Dalibor Motejlek   | 142,0 m | 15. februar 1964  | [ 78 ] [ 9 ]  |
| Oberstdorf    | Heini-Klopfer-Skiflugschanze | Nilo Zandanel      | 144,0 m | 16. februar 1964  | [ 78 ] [ 9 ]  |
| Szczyrk       | Skalite                      | Józef Przybyła     | 073,0 m | 16. februar 1964  |               |
| Szczyrk       | Skalite                      | Józef Przybyła     | 073,5 m | 16. februar 1964  | [ 30 ]        |
| Bærum         | Skuibakken                   | Torgeir Brandtzæg  | 104,5 m | 1. marec 1964     | [ 42 ] [ 43 ] |
| Lahti         | Intiaanikukkula              | Veikko Kankkonen   | 076,5 m | 8. marec 1964     | [ 11 ]        |
| Lahti         | Intiaanikukkula              | Torgeir Brandtzæg  | 077,5 m | 8. marec 1964     | [ 11 ]        |
| Oslo          | Holmenkollbakken             | Veikko Kankkonen   | 085,0 m | 15. marec 1964    | [ 80 ]        |
| Oslo          | Holmenkollbakken             | Veikko Kankkonen   | 087,0 m | 15. marec 1964    | [ 80 ]        |
| Planica       | Srednja Bloudkova            | Helmut Wegscheider | 087,0 m | 16. marec 1964    | [ 55 ]        |
| Meldal        | Kløvsteinbakken              | Toralf Engan       | 084,5 m | 21. marec 1964    | [ 81 ] [ 82 ] |
| Sysslebäck    | Sysslebäcksbacken            | Halvor Næs         | 071,0 m | 30. marec 1964    | [ 67 ]        |
| Kuusamo       | Rukatunturi                  | Torgeir Brandtzæg  | 108,0 m | 30. marec 1964    | [ 83 ] [ 84 ] |
| Kuusamo       | Rukatunturi                  | Veikko Kankkonen   | 110,5 m | 30. marec 1964    | [ 83 ] [ 84 ] |
| Kuusamo       | Rukatunturi                  | Torgeir Brandtzæg  | 112,5 m | 30. marec 1964    | [ 83 ] [ 84 ] |